# Bickerton Island
Bickerton Island è un'isola situata nel golfo di Carpentaria nel Territorio del Nord, in Australia. Appartiene alla contea di East Arnhem.
La comunità aborigena di Milyakburra fu fondata nel 1975 e si trova sul lato orientale di South Bay, accanto all'aeroporto di Bickerton Island (IATA: BCZ). Al censimento del 2011, la popolazione dell'isola di Bickerton era di 176 persone (tutti residenti a Milyakburra). L'isola di Bickerton è una terra aborigena di proprietà privata. I proprietari sono rappresentati dall'Anindiyakwa Land Council ad Angurugu su Groote Eylandt.

## Geografia
Bickerton Island si trova vicine alla costa del continente australiano, nella parte occidentale del golfo di Carpentaria, tra la Blue Mud Bay e l'isola di Groote Eylandt. L'isola, lunga 21,5 km e larga 20,5 km, ha una superficie di 215 km². Le maggiori baie dell'isola sono South Bay e North Bay.

## Toponimo
L'isola ricevette il suo nome il 4 gennaio 1803 da Matthew Flinders, il quale la intitolò in onore di Sir Richard Bickerton (1759–1832), II baronetto, ammiraglio della Royal Navy.